# Ononis rotundifolia
Ononis rotundifolia är en ärtväxtart som beskrevs av Carl von Linné. Ononis rotundifolia ingår i släktet puktörnen, och familjen ärtväxter. Inga underarter finns listade i Catalogue of Life.

## Bildgalleri

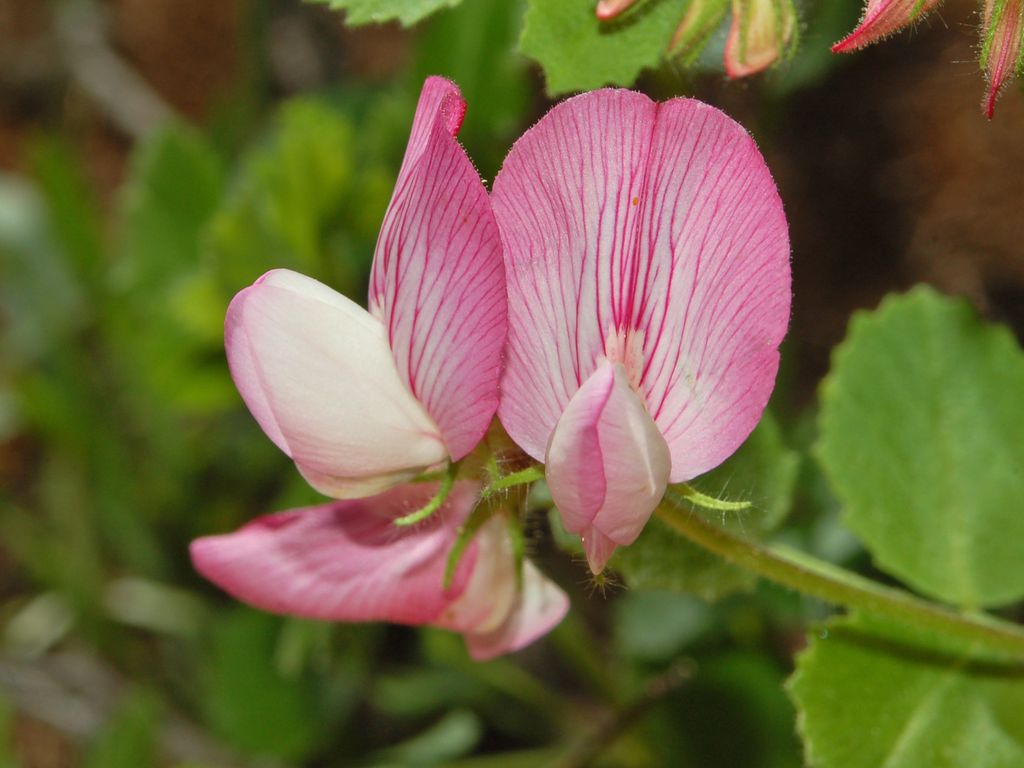
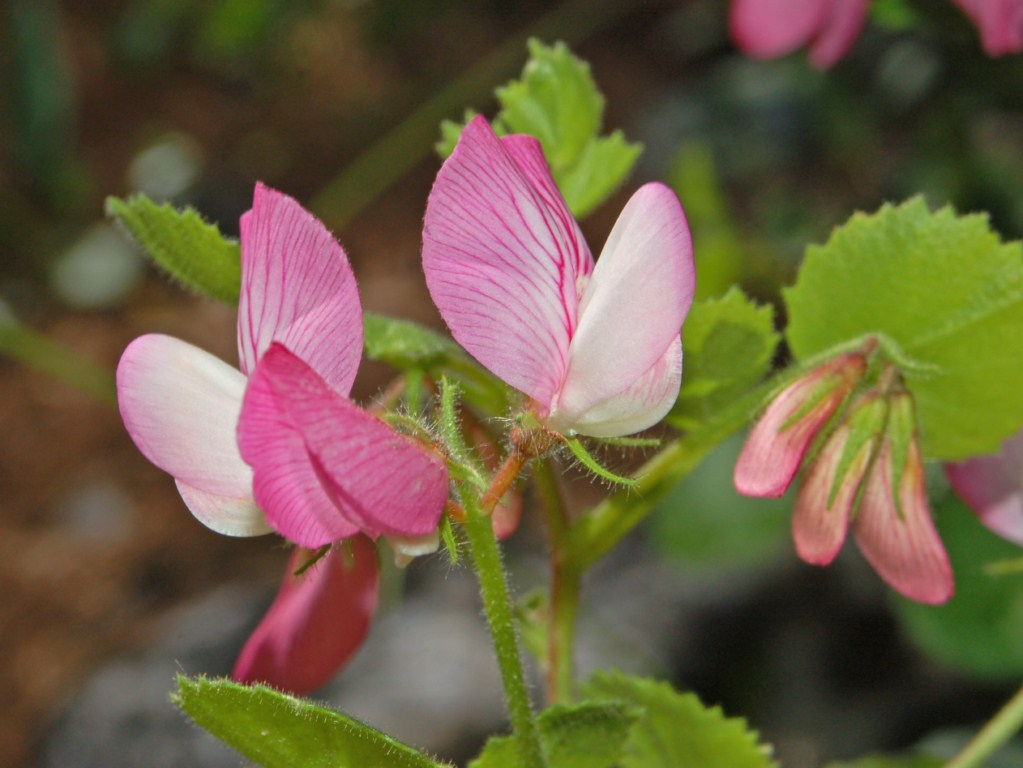
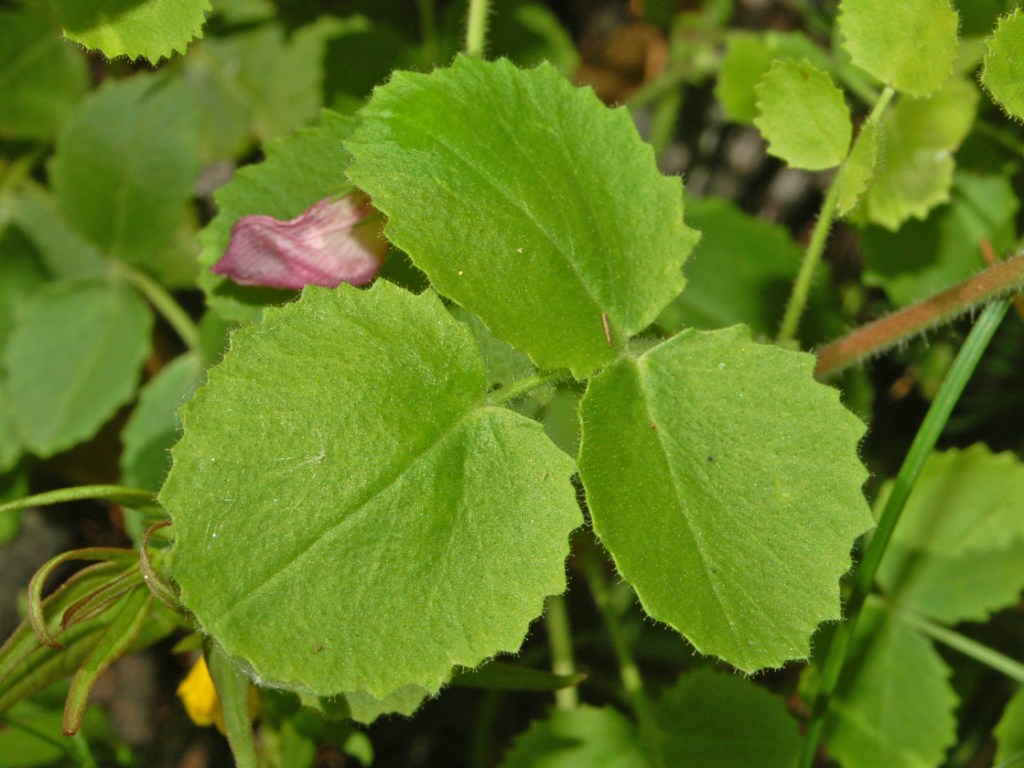
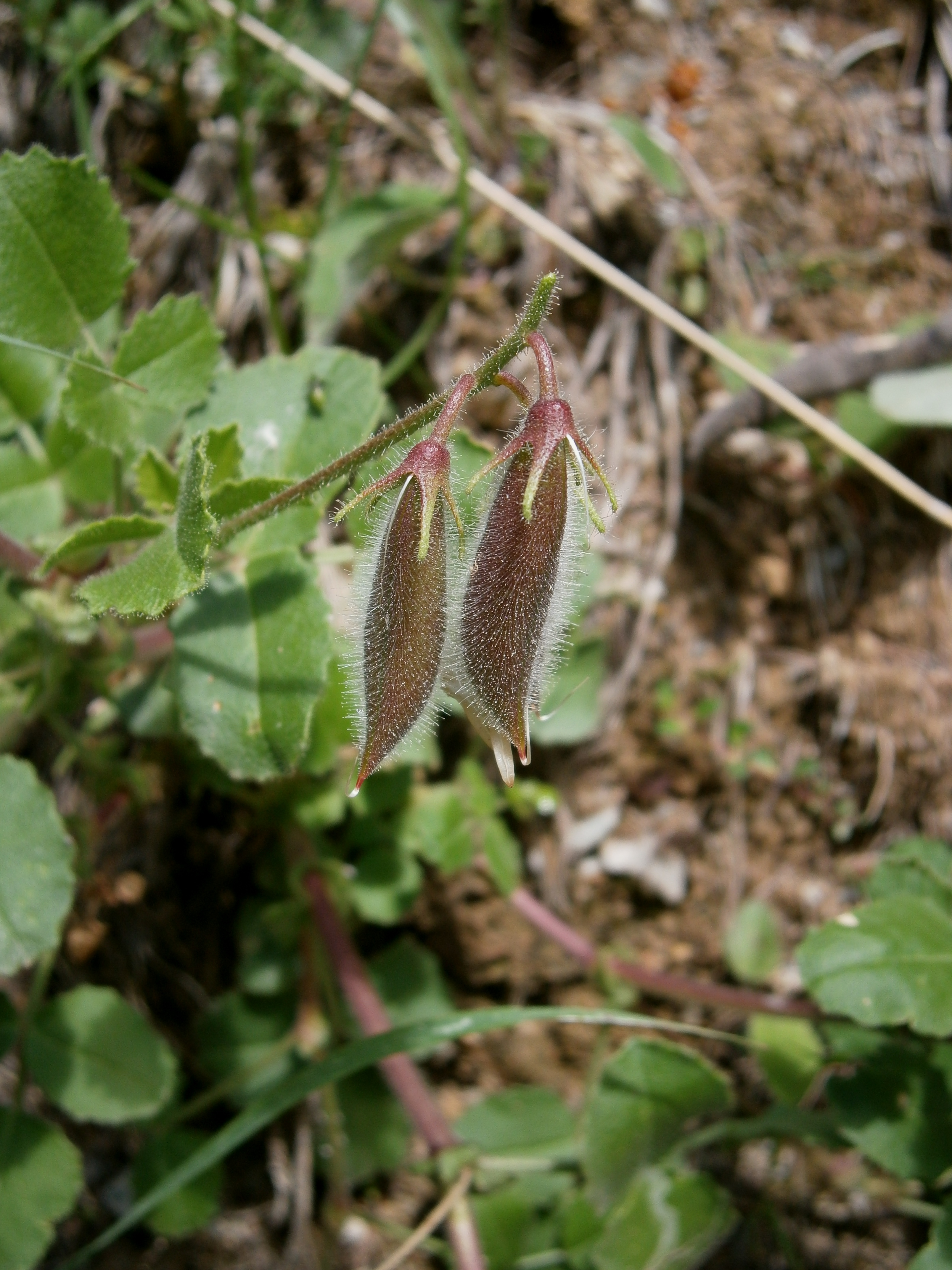